# Lelkowo
Lelkowo est un village polonais de la voïvodie de Varmie-Mazurie, dans le powiat de Braniewo. Elle est la capitale du Gmina du même nom.